# Yaronia
Yaronia là một chi ốc biển thuộc họ Colloniidae.

## Các loài
Các loài trong chi Yaronia bao gồm:
- Yaronia albobrunnea (Bozzetti, 2014)
- Yaronia gestroi (Caramagna, 1888)
- Yaronia pyropus (Reeve, 1848) (species inquirenda)